# Quincampoix
Quincampoix là một xã thuộc tỉnh Seine-Maritime trong vùng Normandie miền bắc nước Pháp.

### Huy hiệu
| Arms of Quincampoix | The arms of Quincampoix are blazoned: Per fess 1: Or, a chestnut tree vert issuant from the line of division and 2: Azure, a chevron between a mullet and a toothed wheel and, in saltire, a pitchfork and an ax Or. (created 1977) |

## Dân số
| 1962                                 | 1968 | 1975 | 1982 | 1990 | 1999 | 2006 |
| ------------------------------------ | ---- | ---- | ---- | ---- | ---- | ---- |
| 969                                  | 1022 | 1242 | 1676 | 2107 | 2690 | 3163 |
| Từ năm 1962: Dân số không tính trùng |      |      |      |      |      |      |